# Clinocera brunnea
Clinocera brunnea är en tvåvingeart som beskrevs av Sinclair 2008. Clinocera brunnea ingår i släktet Clinocera och familjen dansflugor. Inga underarter finns listade i Catalogue of Life.